# ジュリアス・マチュルスキ
ジュリアス・マチュルスキ（Juliusz Machulski、1955年3月10日 - ）は、ポーランドの映画監督。

## 作品
- 巻き込まれて
- ダ・ヴィンチ・プロジェクト
- ニキフォル　知られざる天才画家の肖像
- キングサイズ
- ＳＦバイオワールド／女帝国の謎

## 出演
- スタッフ